# 청풍김씨 월천군 문평공 김길통 묘역
청풍김씨 월천군 문평공 김길통 묘역 및 묘비(淸風金氏 月川君 文平公 金吉通 墓域 및 墓碑)는 대한민국 경기도 이천시 신둔면 수광리에 있다. 2017년 11월 30일 이천시의 향토유적 제23호로 지정되었다.

## 같이 보기
- 김길통 좌리공신교서 - 보물 제716호

## 갤러리

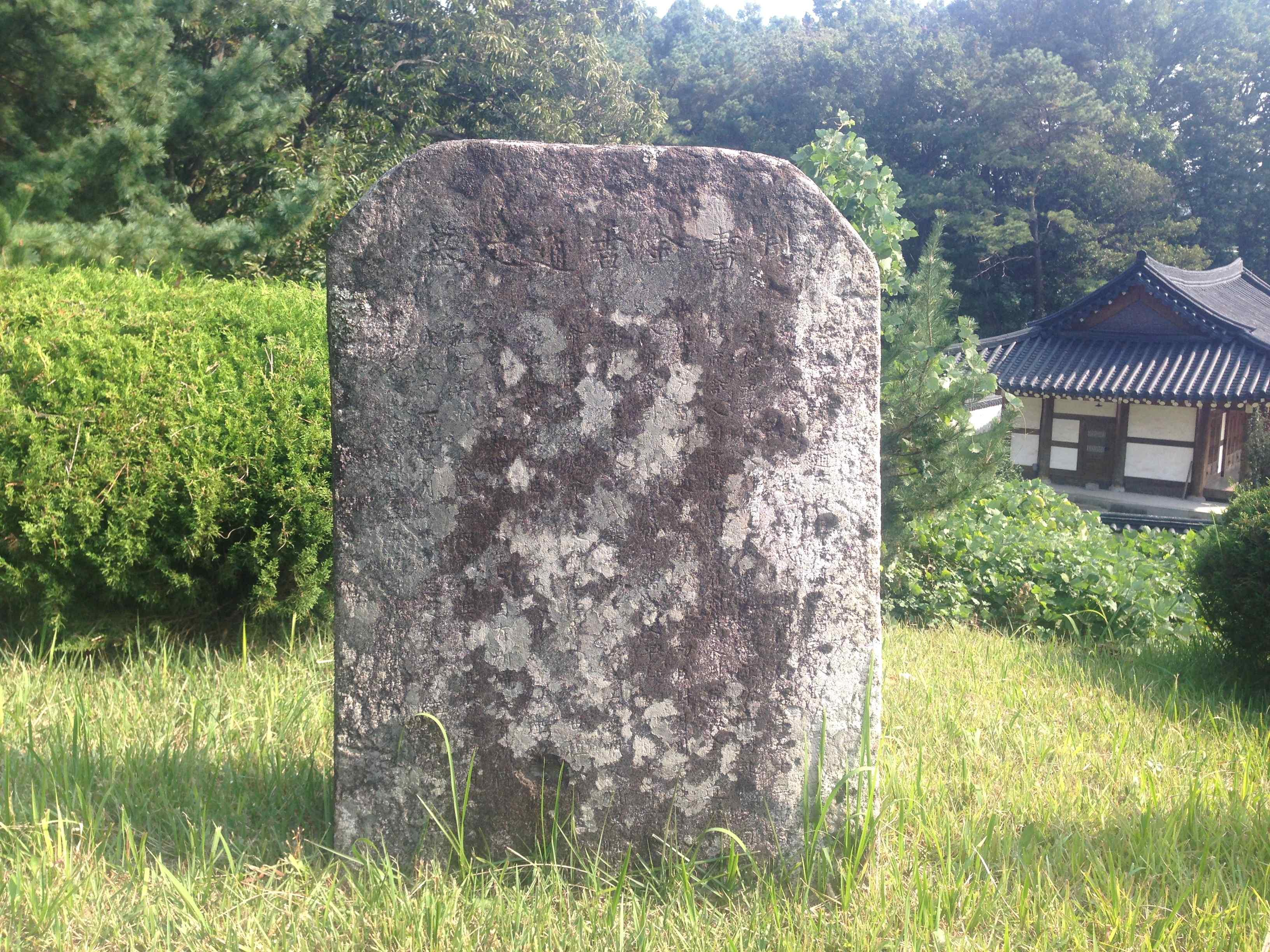
월천군_문평공_김길통_묘비_1
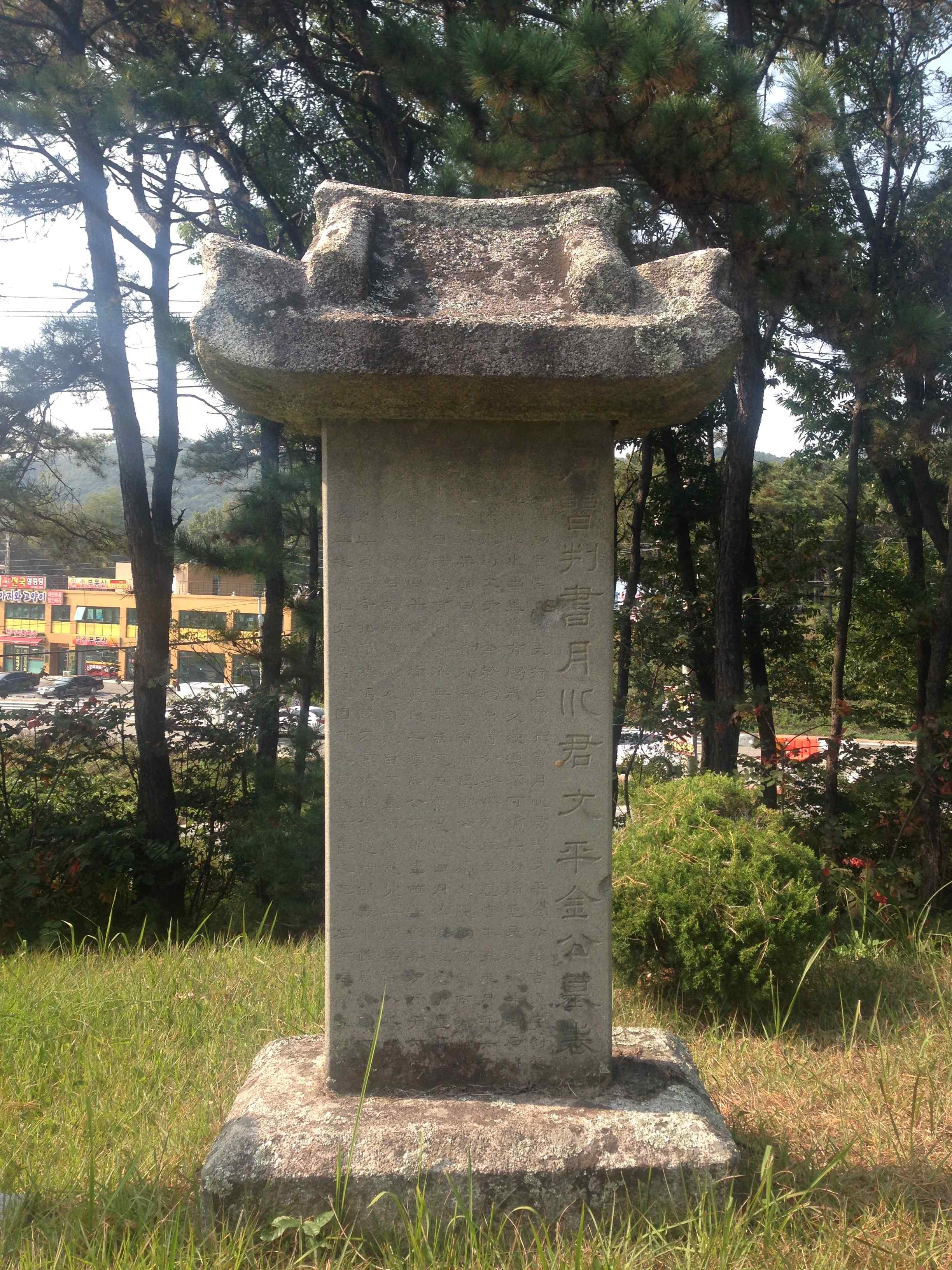
월천군_문평공_김길통_묘비_2
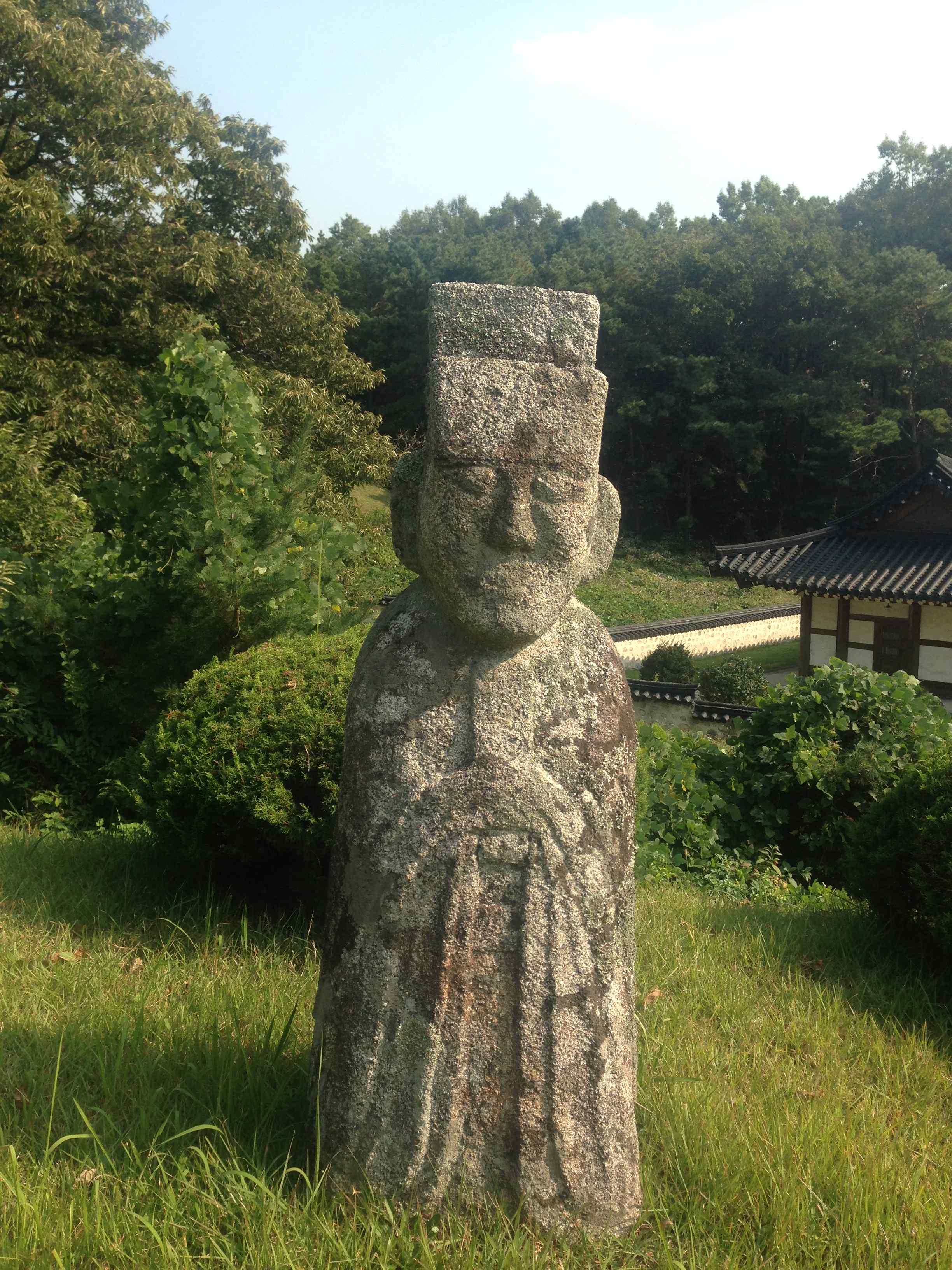
월천군_문평공_김길통_묘역_문인석1
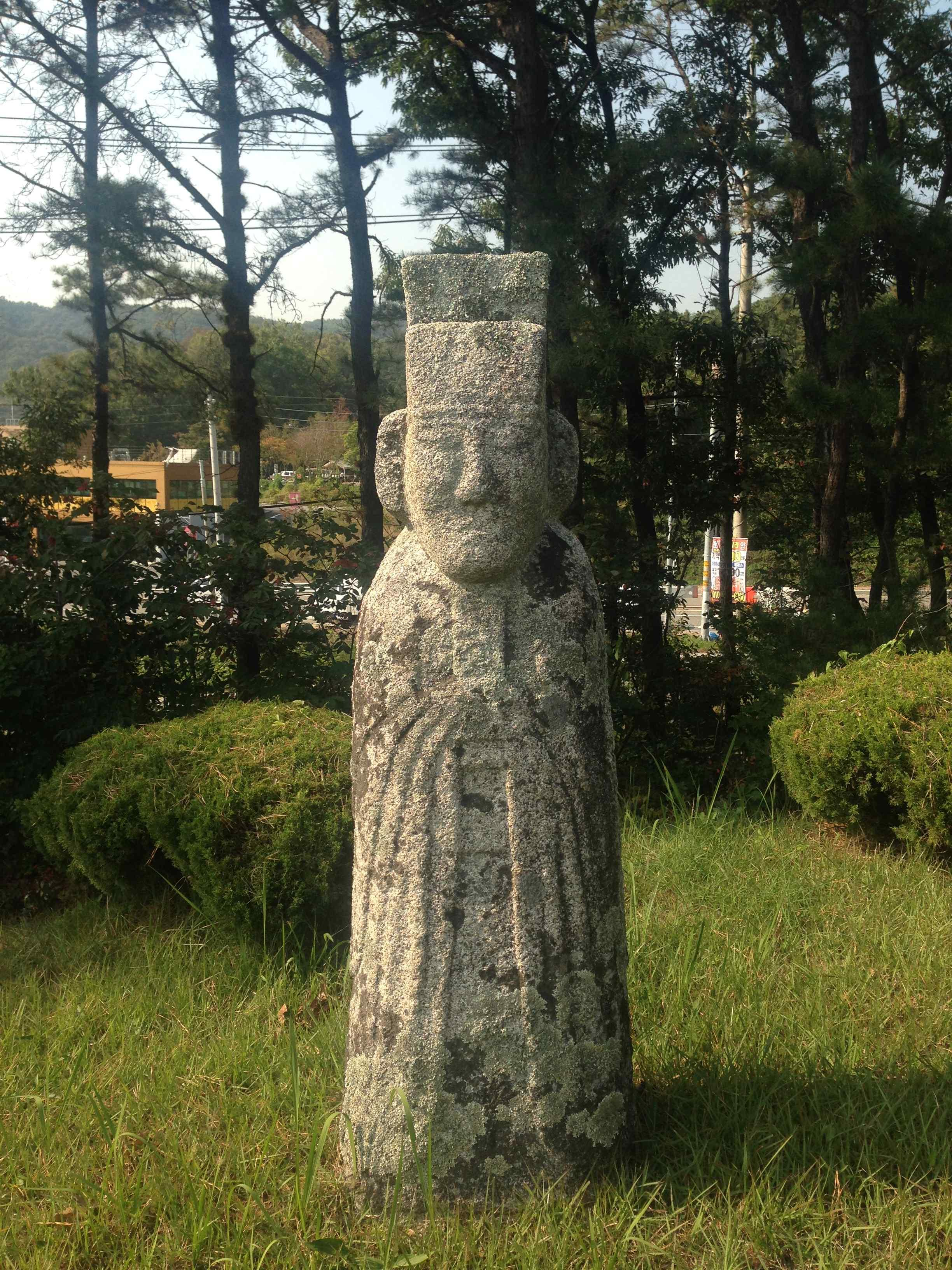
월천군_문평공_김길통_묘역_문인석2